# NBA Elite 11
NBA Live 11 är ett mobilt basketdatorspel som släpptes av Electronic Arts (EA) för iOS. Det är den sjuttonde delen i EAs NBA Live-serie och den enda som bär NBA Elite-namnet. Det har Kevin Durant från Oklahoma City Thunder på omslaget.
En utgåva av spelet för PlayStation 3 och Xbox 360 var planerad till 5 oktober 2010, Tidigare skulle en nedladdningskod för NBA Jam inkluderas i kopior av Xbox 360 och PS3-versioner av NBA Elite 11, men NBA Jam släpptes därefter som ett fristående spel för både system och Wii.